# Campionati europei di hockey su pista 1959
I Campionati Europei 1959 furono la 24ª edizione dei campionati europei di hockey su pista; la manifestazione venne disputata in Svizzera a Ginevra dal 16 al 23 maggio 1959.

La competizione fu organizzata dalla Fédération Internationale de Roller Sports.

Il torneo fu vinto dalla nazionale portoghese per la 7ª volta nella sua storia.

## Città ospitanti e impianti sportivi
| CITTÀ   | IMPIANTO | CAPIENZA |
| Ginevra | ?        | ?        |

## Prima fase

### Girone A

#### Risultati
| Ginevra maggio 1959 | Francia | 1 – 4 | Inghilterra |  |

| Ginevra maggio 1959 | Francia | 3 – 4 | Paesi Bassi |  |

| Ginevra maggio 1959 | Francia | 0 – 4 | Portogallo |  |

| Ginevra maggio 1959 | Francia | 2 – 2 | Svizzera |  |

| Ginevra maggio 1959 | Inghilterra | 3 – 0 | Paesi Bassi |  |

| Ginevra maggio 1959 | Inghilterra | 1 – 7 | Portogallo |  |

| Ginevra maggio 1959 | Inghilterra | 4 – 5 | Svizzera |  |

| Ginevra maggio 1959 | Paesi Bassi | 0 – 4 | Portogallo |  |

| Ginevra maggio 1959 | Paesi Bassi | 6 – 5 | Svizzera |  |

| Ginevra maggio 1959 | Portogallo | 11 – 1 | Svizzera |  |

#### Classifica
|    | Squadra     | PT | G | V | N | P | GF | GS | Diff. |
| -- | ----------- | -- | - | - | - | - | -- | -- | ----- |
| 1. | Portogallo  | 8  | 4 | 4 | 0 | 0 | 26 | 2  | +24   |
| 2. | Inghilterra | 4  | 4 | 2 | 0 | 2 | 12 | 13 | -1    |
| 3. | Paesi Bassi | 4  | 4 | 2 | 0 | 2 | 10 | 15 | -5    |
| 4. | Svizzera    | 3  | 4 | 1 | 1 | 2 | 13 | 23 | -10   |
| 5. | Francia     | 1  | 4 | 0 | 1 | 3 | 6  | 14 | -8    |

### Girone B

#### Risultati
| Ginevra maggio 1959 | Belgio | 3 – 0 | Germania Ovest |  |

| Ginevra maggio 1959 | Belgio | 1 – 2 | Italia |  |

| Ginevra maggio 1959 | Belgio | 6 – 0 | Norvegia |  |

| Ginevra maggio 1959 | Belgio | 2 – 3 | Spagna |  |

| Ginevra maggio 1959 | Germania Ovest | 1 – 2 | Italia |  |

| Ginevra maggio 1959 | Germania Ovest | 14 – 0 | Norvegia |  |

| Ginevra maggio 1959 | Germania Ovest | 2 – 2 | Spagna | \| Arbitro: \| George Martin \| |
| Arbitro:            | George Martin  |       |        |                                 |

| Ginevra maggio 1959 | Italia | 6 – 0 | Norvegia |  |

| Ginevra maggio 1959 | Italia | 1 – 3 | Spagna |  |

| Ginevra maggio 1959 | Norvegia | 0 – 14 | Spagna |  |

#### Classifica
|    | Squadra        | PT | G | V | N | P | GF | GS | Diff. |
| -- | -------------- | -- | - | - | - | - | -- | -- | ----- |
| 1. | Spagna         | 7  | 4 | 3 | 1 | 0 | 22 | 5  | +17   |
| 2. | Italia         | 6  | 4 | 3 | 0 | 1 | 11 | 5  | +6    |
| 3. | Belgio         | 4  | 4 | 2 | 0 | 2 | 17 | 7  | +10   |
| 4. | Germania Ovest | 3  | 4 | 1 | 1 | 2 | 12 | 5  | +5    |
| 5. | Norvegia       | 0  | 4 | 0 | 0 | 4 | 0  | 40 | -40   |

## Fase finale

### Girone 1º - 4º posto

#### Risultati
| Ginevra maggio 1959 | Inghilterra | 3 – 5 | Italia | \| Arbitro: \| Gonzalo \| |
| Arbitro:            | Gonzalo     |       |        |                           |

| Ginevra maggio 1959 | Portogallo     | 5 – 2 | Spagna | \| Arbitro: \| Vittorio Mutti \| |
| Arbitro:            | Vittorio Mutti |       |        |                                  |

| Ginevra maggio 1959 | Inghilterra        | 1 – 2 | Portogallo | \| Arbitro: \| Camille Martinetti \| |
| Arbitro:            | Camille Martinetti |       |            |                                      |

| Ginevra maggio 1959 | Italia    | 1 – 2 | Spagna | \| Arbitro: \| Henriques \| |
| Arbitro:            | Henriques |       |        |                             |

| Ginevra maggio 1959 | Inghilterra    | 3 – 6 | Spagna | \| Arbitro: \| Vittorio Mutti \| |
| Arbitro:            | Vittorio Mutti |       |        |                                  |

| Ginevra maggio 1959 | Italia        | 2 – 4 | Portogallo | \| Arbitro: \| Jose Lacambra \| |
| Arbitro:            | Jose Lacambra |       |            |                                 |

#### Classifica
|    | Squadra     | PT | G | V | N | P | GF | GS | Diff. |
| -- | ----------- | -- | - | - | - | - | -- | -- | ----- |
| 1. | Portogallo  | 6  | 3 | 3 | 0 | 0 | 11 | 5  | +6    |
| 2. | Spagna      | 4  | 3 | 2 | 0 | 1 | 10 | 9  | +1    |
| 3. | Italia      | 2  | 3 | 1 | 0 | 2 | 8  | 9  | -1    |
| 4. | Inghilterra | 0  | 3 | 0 | 0 | 3 | 7  | 13 | -6    |

### Finale 5º - 6º posto
| Ginevra maggio 1959 | Belgio | 5 – 2 | Paesi Bassi |  |

### Finale 7º - 8º posto
| Ginevra maggio 1959 | Svizzera | 3 – 2 | Germania Ovest |  |

### Finale 9º - 10º posto
| Ginevra maggio 1959 | Francia | 5 – 1 | Norvegia |  |

## Classifica finale
|     | Squadra        | G | V | N | P | GF | GS | Diff. |
| --- | -------------- | - | - | - | - | -- | -- | ----- |
| 1.  | Portogallo     | 7 | 7 | 0 | 0 | 37 | 7  | +30   |
| 2.  | Spagna         | 7 | 5 | 1 | 1 | 32 | 14 | +18   |
| 3.  | Italia         | 7 | 4 | 0 | 3 | 19 | 14 | +5    |
| 4.  | Inghilterra    | 7 | 2 | 0 | 5 | 19 | 26 | -7    |
| 5.  | Belgio         | 5 | 2 | 1 | 2 | 22 | 9  | +13   |
| 6.  | Paesi Bassi    | 5 | 2 | 0 | 3 | 12 | 20 | -8    |
| 7.  | Svizzera       | 5 | 2 | 1 | 2 | 16 | 25 | -9    |
| 8.  | Germania Ovest | 5 | 2 | 0 | 3 | 14 | 8  | +6    |
| 9.  | Francia        | 5 | 1 | 1 | 3 | 11 | 15 | -4    |
| 10. | Norvegia       | 5 | 0 | 0 | 5 | 1  | 45 | -44   |

## Campioni
| Campione d'Europa 1959 |
| ---------------------- |
| Portogallo 7º titolo   |